# ʻUtu Vavaʻu
ʻUtu Vavaʻu (Vavaʻu Island) ist eine Insel von Tonga im Südpazifik. Sie ist die Hauptinsel der gleichnamigen Inselgruppe Vavaʻu.